# Džuang Džov
Džuang Džov [džuáng džôv-] (pinjin: Zhuang Zhou [dʒuˈɑːŋ ˈdʒoʊ]), Džuangdzi [džuángdzí] (kitajsko: 莊子; pinjin: Zhuangzi [ˈʒwæŋˈziː], dobesedno 'učitelj Džuang') ali Čuang Cu [čuánk cú], kitajski filozof, * okoli 369 pr. n. št., Šangčju, Kitajska, † okoli 286 pr. n. št. Velja za utemeljitelja taoizma, napisal je pomembno taoistično delo, ki se imenuje po njem, Džuangdzi (Zhuangzi).

## Življenje
O Džuangdziju je znanega zelo malo, celo podatek, da je živel v 4. stoletju pr. n. št., ni docela zanesljiv. Rodil se je v mestu Meng v državi Song, ki je danes znana kot provinca Henan. V tem času je na Kitajskem soobstajalo sedem držav, ki so se vojskovala druga z drugo. Preživljal se je s poučevanjem. Znan je bil po svojih idejah in spisih.
Legenda pravi, da je kralj Vej iz države Ču slišal zanj in ukazal, da ga pripeljejo na njegov dvor. Hotel ga je postaviti za glavnega ministra, a se je Džuangdzi le nasmehnil in dejal: ˝Pojdite stran, ne silite me....Raje imam, da uživam v svoji svobodni volji.˝

### Delo
Glavni vir o Džuangdziju predstavlja istoimenska knjiga Džuangdzi, ki je imenovana po njem, napisana pa je bila po njegovi smrti. Obsežno delo, znano pod nazivom Džuangdzi, ni v celoti izključno delo filozofa tega imena. Še najbolj zanesljivo lahko to trdimo o prvih sedmih poglavjih, zbranih pod podnaslovom "notranja poglavja", čeprav avtorji niti glede teh ne izključujejo možnosti, da so tudi prva poglavja zapisali njegovi učenci. Res pa ta poglavja vsebujejo piščeve najbolj iskrive in originalne misli. Vsako od teh sedmih poglavji ima naslov, ki povzema obravnavano temo in tudi te naslove pripisujejo glavnemu avtorju.

### Vpliv
Džuangdzi je vplival na kitajsko kulturo, saj je vselej veljal za enega največjih pisateljev in mislecev klasičnega obdobja. Njegov pretanjeni, sofisticirani in mistični taoizem je zato prežel vso kitajsko kulturo in njen značaj; za nekatere poznavalce je največji kitajski filozof. 
Ko je budizem vstopil na Kitajsko, je nanj vplival stik z taoistično vero in filozofijo. Tedanji prevajalci so budistične svete spise prevajali z taoističnim besednjakom, ker so budizem dojemali kot nekakšno tujo obliko taoizma. V obdobju dinastije Tang, je taoizem vključeval značilne budistične elemente, kot so samostani, vegetarijanstvo, prepoved uživanja opojnih substanc, doktrino praznine ter zbiranje svetih besedil v »trojno urejenost«. Kasnejši taoisti so ponovno poskušali očistiti taoizem budističnih vplivov.